# Casey Cott
Casey Morton Cott (8 augustus 1992) is een Amerikaans acteur. En is met name bekend vanwege zijn rol als Kevin Keller in de  televisieserie Riverdale uit 2017.